# Eduard Rosenhain
Eduard Rosenhain (* 18. November 1818 in Mannheim; † 6. September 1861 in Frankfurt am Main) war ein deutsch-jüdischer Pianist, Komponist und Professor für Musik in Frankfurt am Main.
Der Bankierssohn Eduard Rosenhain machte wie sein fünf Jahre älterer Bruder Jakob eine musikalische Karriere, im Unterschied zu diesem aber nicht als Virtuose und Komponist, sondern als Musikdozent. Wie dieser erhielt er seine musikalische Ausbildung bei Franz Xaver Schnyder von Wartensee. Rosenhain gab neben seiner Lehrtätigkeit auch diverse Konzerte, vornehmlich in seiner Wirkungsstätte in Frankfurt am Main. Ein zeitgenössischer Kritiker bescheinigte ihm große Fertigkeiten und Talent am Klavier, merkte 1839 bei einem gemeinsamen Konzert mit Louis Lacombe aber auch an: „Dr. Eduard Rosenhain exploitiert sein musikalisches Talent mehr zum Behufe des Unterrichts“. Er schrieb als Komponist eine Bandbreite unterschiedlicher Stücke (Serenaden, Sonaten, Elegien, Polkas, Rondos) und beeinflusste andere Kulturschaffende. So ist beispielsweise das Gedicht „Strophen und Stäbe: Polkatext“ von Wilhelm Jordan explizit gekennzeichnet als „rhythmische und vocalische Imitation einer von Eduard Rosenhain componirten Polka“.